# Bebearia plistonax
Bebearia plistonax är en fjärilsart som beskrevs av William Chapman Hewitson 1874. Bebearia plistonax ingår i släktet Bebearia och familjen praktfjärilar. Inga underarter finns listade i Catalogue of Life.

## Bildgalleri

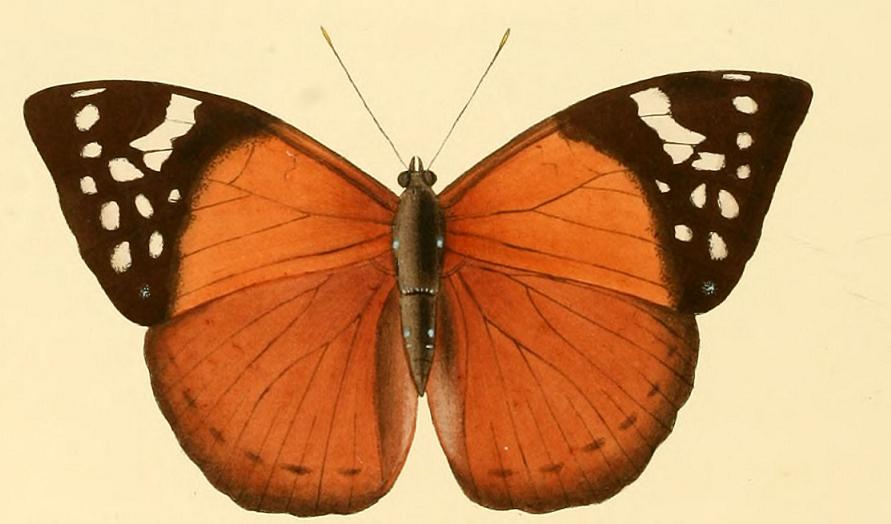
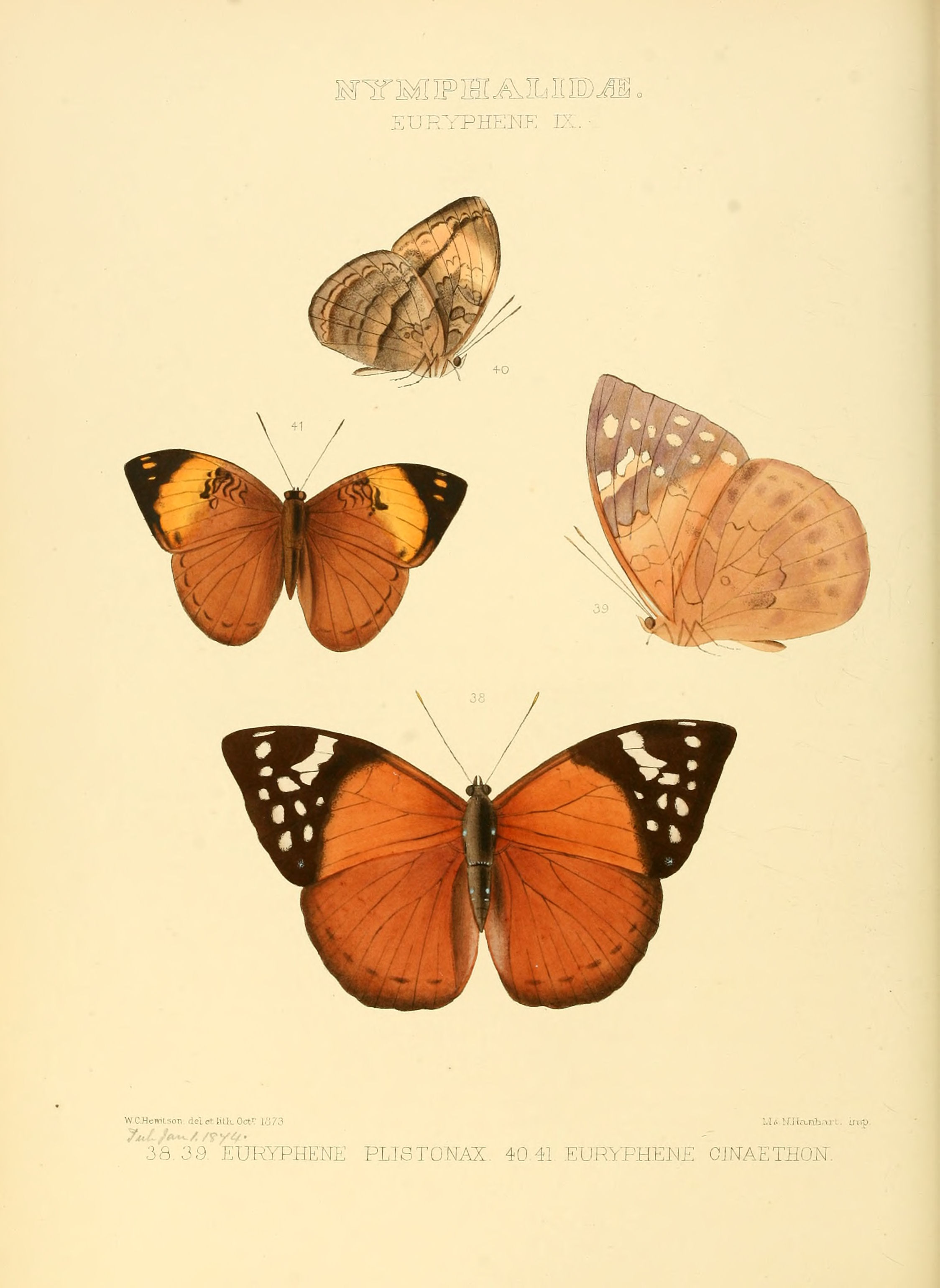